# 托尔纽什帕尔曹
托尔纽什帕尔曹，是匈牙利索博尔奇-索特马尔-贝拉格州所辖的一个村。总面积43.66平方公里，总人口2530，人口密度57.9人/平方公里（2011年1月1日）。